# FamilyTreeDNA
Family Tree DNA — американская частная компания, мировой лидер в области коммерческих ДНК-тестов. Компания расположена в Хьюстоне (Техас). Лаборатория компании находится в Аризонском университете. Family Tree DNA выполняет генетический анализ Y-ДНК, мтДНК и аутосомной ДНК. Для проведения анализа компания высылает инструкции и специальный набор, с помощью которого берётся мазок с внутренней стороны щеки. Все образцы ДНК после проведения анализа остаются на хранении в лаборатории компании.

## История
Компания Family Tree DNA была основана в 1999 году Беннеттом Гринспеном. В настоящее время Беннетт Гринспен является президентом и председателем правления компании. Первоначально компания предлагала генеалогический анализ Y-хромосомы, но в дальнейшем в список услуг был включен анализ Митохондриальной ДНК, то есть ДНК, передающейся по материнской линии.
В феврале 2009 года компания Family Tree DNA объявила о том, что совместно с проектом «Генография», реализуемым Национальным географическим обществом США, было проведено более 500 тысяч генетических тестов.
По состоянию на март 2019 года компания занимала четвертое место в мире среди генетических фирм. В этом же году стало известно, что Family Tree DNA оказывала услуги Федеральному бюро расследования США по идентификации ДНК с мест преступления без информирования об этом пользователей, несмотря на ранее заявленную приверженность политики конфиденциальности.

## ДНК-тестирование

### ДНК X-хромосомы
Family Tree DNA выполняет анализ ДНК X-хромосомы (в составе Family Finder).

### ДНК Y-хромосомы
Family Tree DNA выполняет анализ ДНК Y-хромосомы для генеалогической идентификации по мужской линии. Поскольку Y-хромосома у женщин отсутствует, данный тест выполняется только для мужчин. Также такой анализ проводится для подтверждения или опровержения родства по отцовской линии. Кроме того тест Y-хромосомы позволяет определить гаплогруппу. Для определения гаплогруппы компания разработала программу SNP Assurance Program.
В настоящее время компания FTDNA предлагает 37- и 111- маркерный анализ Y-ДНК, а также более современный тест Big Y-700. Тест Y-37 предлагается для начинающих пользователей, в то время как тест Y-111 позволяет получить более точные результаты как по совпадениям Y-ДНК, так и в групповых проектах на сайте компании. Тест Big Y-700, основанный на методах секвенирования нового поколения,  рекомендуется для опытных пользователей и позволяет проверить более 200 тысяч снипов. 

### Митохондриальная ДНК
Ещё один анализ, который выполняет Family Tree DNA, это анализ митохондриальной ДНК, которая наследуется по прямой женской линии. Этот анализ применим и к мужчинам, и к женщинам. Family Tree DNA предлагает тестирование областей HVR1 и HVR2, а также полной геномной последовательности мтДНК. В результате такого анализа определяется гаплогруппа по материнской линии.

### Аутосомная ДНК
FTDNA предлагает анализ маркеров аутосомной ДНК, основанный на системе CODIS (Объединенная система данных ДНК), разработанной ФБР США. FTDNA предлагает этот тест тем своим клиентам, образцы ДНК которых хранятся в лаборатории Аризонского университета, а также новым клиентам, которые готовы предоставить образец своей ДНК. Этот тест используется для определения неофициального отцовства, материнства, и родства между братьями и сестрами.
Основной же предлагаемый продукт по аутосомному тестированию — Family Finder, в ходе которого проверяется около 614 тысяч аутосомных снипов.
Family Finder позволяет клиентам сопоставлять родственников до такой величины, как шестиюродные родственники. Family Finder также включает компонент, называющийся myOrigins. Результаты этого теста дают процентное соотношение ДНК, связанной с общими регионами или конкретными этническими группами (например, Западной Европы, Азии, евреев, американских индейцев и т. д.). Примечательно, что в отличие от других компаний тестирования, FTDNA использует маркеры Аутосомной ДНК для медицинских вопросов, результатов mtDNA и Y-ДНК SNP.